# István Horthy
István Horthy de Nagybánya (mađ. Vitéz nagybányai Horthy István; Pula, 12. rujna 1904. – Aleksejevka, 20. kolovoza 1942.), najstariji sin mađarskog regenta i admirala Miklósa Horthyja, političar i lovački pilot tijekom 2. svjetskog rata.
Njegov brat je bio Miklós Horthy Ml.

## Više informacija
- Bruno Mussolini, sin talijanskoga diktatora Benita Mussolinija koji je također poginuo u istoj zrakoplovnoj nesreći.